# Њу Олбани (Пенсилванија)
Њу Олбани (енгл. New Albany) град је у америчкој савезној држави Пенсилванија.

## Демографија
По попису из 2010. године број становника је 356, што је 50 (16,3%) становника више него 2000. године.
| Група             | 2000.       | 2010.       |
| Белци             | 301 (98,4%) | 340 (95,5%) |
| Афроамериканци    | 0 (0,0%)    | 2 (0,6%)    |
| Азијати           | 0 (0,0%)    | 0 (0,0%)    |
| Хиспаноамериканци | 2 (0,7%)    | 10 (2,8%)   |
| Укупно            | 306         | 356         |